# Vermilia proditrix
Vermilia proditrix är en ringmaskart som beskrevs av Jean Louis Armand de Quatrefages de Bréau 1866. Vermilia proditrix ingår i släktet Vermilia och familjen Serpulidae. Inga underarter finns listade i Catalogue of Life.